# Geraldo Alves
Geraldo Hauers Alves, mais conhecido por Geraldo Alves (Itápolis, 8 de março de 1934 — Campos dos Goytacazes, 19 de fevereiro de 1993) foi um ator, dublador e comediante brasileiro.

## Biografia
Começou como locutor de rádio aos 15 anos no interior de São Paulo, vindo depois para a capital paulista, mas se destacou no rádio quando foi para o Rio de Janeiro trabalhar na Rádio Mayrink Veiga onde conheceu Chico Anysio, Zé Trindade e Tutuca.
Estreou no cinema em 1959 ao lado de Zé Trindade em Mulheres à Vista, e na TV na década de 1960. Ficou famoso pela perfeição de suas imitações e pelas caracterizações perfeitas de personalidades como Jânio Quadros, Hebe Camargo, Dom Helder Câmara, Luiza Erundina, Paulo Francis, Nelson Piquet e Gil Gomes.
Na TV participou dos principais programas humorísticos, entre eles Faça Humor, Não Faça a Guerra, Reapertura, Os Trapalhões e Escolinha do Professor Raimundo.
Também atuou como dublador, fazendo a voz do Ursinho Puff nos desenhos  As Extras Aventuras do Ursinho Puff e As Novas Aventuras do Ursinho Puff, produção dublada nos estúdios da Herbert Richers.
Em 1990, participou do Especial Romeu e Julieta, protagonizado por Ronald Golias e Hebe Camargo no SBT.
Faleceu em 1993, vítima de uma parada cardíaca, proveniente de uma série de complicações provocadas por um acidente automobilístico que ele sofreu quando retornava de uma apresentação em Campos dos Goytacazes, no Rio de Janeiro. Sua morte aconteceu exatamente no mesmo dia em que também faleceu o ator Carlos Augusto Strazzer.

## Filmografia

### No cinema
| Ano  | Título                        | Personagem        |
| ---- | ----------------------------- | ----------------- |
| 1959 | Mulheres à Vista              | Gerente da loja   |
| 1960 | Marido de Mulher Boa          | Técnico de TV     |
| 1969 | Chegou a Hora, Camaradas!     | —                 |
| 1970 | Salário Mínimo                | Moreira           |
| 1974 | O Azarento, Um Homem de Sorte | Apresentador      |
| 1976 | O Pai do Povo                 | Repórter de campo |